# Woningwet
De naam Woningwet verwijst naar vier opeenvolgende Nederlandse wetten die betrekking hebben op de volkshuisvesting. De eerste dateert uit 1901, de meest recente uit 2015.
De eerste wet is de Woningwet 1901 die op 1 augustus 1902 in werking trad. Het doel van de Woningwet was om bouw en bewoning van slechte en ongezonde woningen onmogelijk te maken en de bouw van goede woningen te bevorderen. Het was de eerste wet omtrent de volkshuisvesting in Nederland.
Een halve eeuw later volgde de Woningwet 1962, die daadwerkelijk werd ingevoerd op 1 juli 1965. Op 1 januari 1992 trad de derde wet, de Woningwet 1991, in werking en verving daardoor de oudere Woningwet 1962. Deze Woningwet werd op zijn beurt opgevolgd door de vierde Woningwet, ingevoerd in 2015.
Waar de oorspronkelijke Woningwet de centrale rol van de overheid bij de woningbouw bevorderde, werd deze functie bij de drie herzieningen juist stapsgewijs afgebouwd. Zo is het belang van woningcorporaties teruggeschroefd en vertrouwt de overheid een groter aandeel van de woningbouw dan voorheen toe aan private marktpartijen.

## Voorgeschiedenis
De bevolking in Nederland groeide in de 19e eeuw. Door innovatie en mechanisatie in de landbouw kwam er veel meer gezond en goedkoper voedsel beschikbaar. Ziektes en sterfte door ondervoeding werden zeldzaam wat leidde tot een hogere levensverwachting en een geboorteoverschot.
De verbeteringen in de landbouw hadden echter ook tot gevolg dat er minder landarbeiders nodig waren. Steeds meer arbeidersgezinnen zochten hun heil in de steden waar men hoopte goedbetaalde banen te vinden in de havens en industrie. De vraag naar werkplekken was aanvankelijk veel groter dan het aanbod, waardoor de lonen laag bleven. De werkgelegenheid in de Nederlandse steden nam vanaf 1860 daadwerkelijk flink toe door de industrialisatie en de handel met de Nederlandse koloniën zoals Nederlands-Indië.

### Woningschaarste

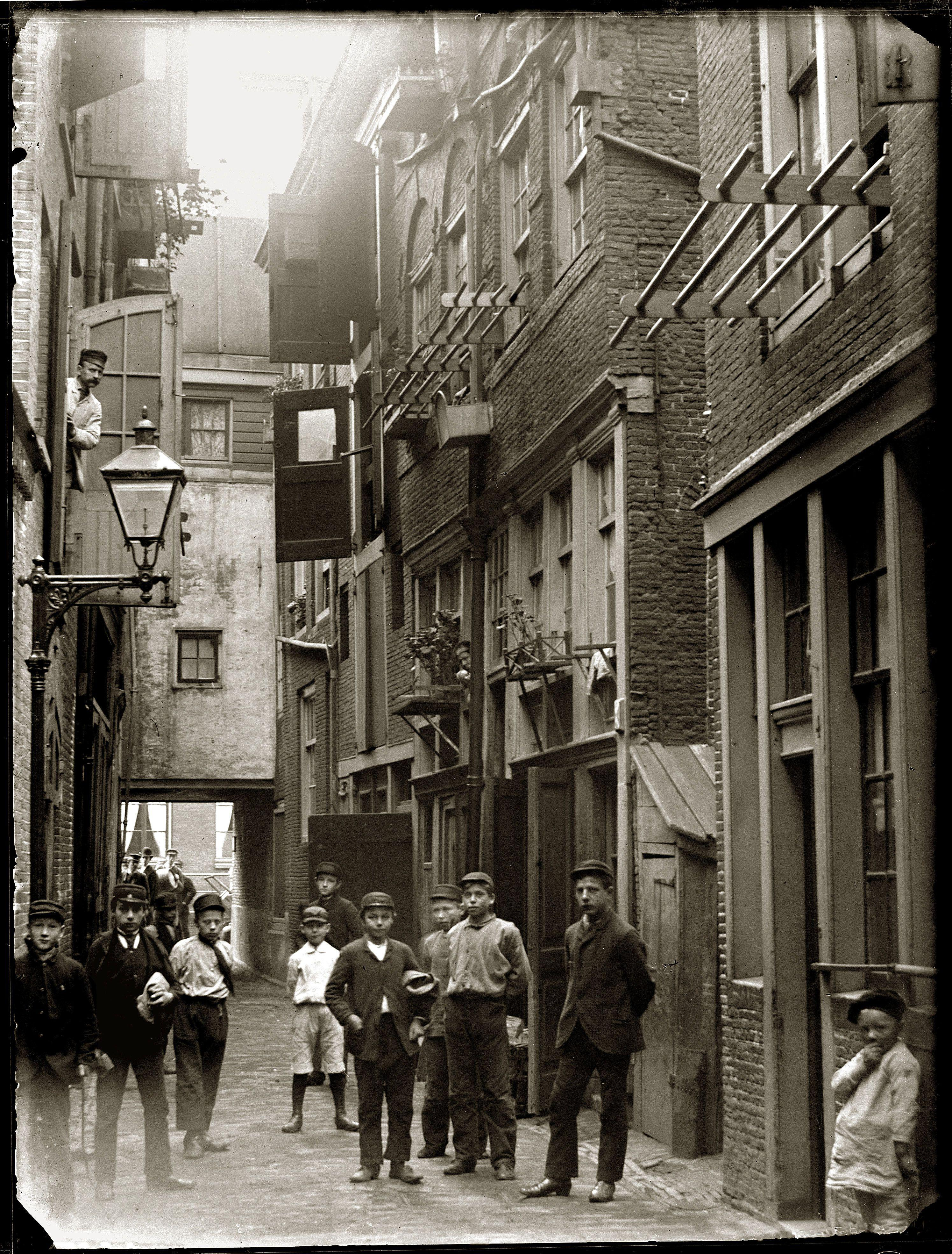
Amsterdam in 1892, foto Jacob Olie

De vele arbeiders die in de steden naar werk kwamen zoeken, kregen niet alleen te maken met karige lonen en hoge werkloosheid, maar ook met een tekort aan goedkope woonruimte. Dit terwijl vele duizenden krotten werden opgeruimd, en plaats maakten voor verkeer, handel, industrie, scholen, kantoren, brandweerkazernes, nutsvoorzieningen et cetera. De binnensteden van grote steden raakten overbevolkt. Daardoor stegen de huren tot onverantwoorde hoogten, terwijl de woningen vaak van slechte kwaliteit waren. In de 19e en het begin van de 20e eeuw waren de woonomstandigheden van de Nederlandse arbeidsbevolking in de steden vaak erbarmelijk. Voor gezonde voeding, kleding en hygiëne hield een arbeidersgezin weinig geld over. Rond 1900 woonden één miljoen mensen in slechte omstandigheden in sloppen en stegen, overigens voor een niet onbelangrijke deel ook buiten de grote industriecentra.
De zorg voor acceptabele huisvesting van de bevolking werd in de 19e eeuw niet als een overheidstaak gezien. Welgestelde leden van de stedelijke elite ontplooiden vanaf de jaren 50 van de 19e eeuw wel enkele particuliere initiatieven, zoals de oprichting van de eerste woningbouwvereniging van Nederland, de Vereeniging ten behoeve der Arbeidersklasse te Amsterdam, maar het was te weinig om het snel groeiende probleem op te lossen. Diverse sociaal betrokken burgers zoals armenbezoekers en artsen trokken aan de bel bij het bestuur en de politieke elite.

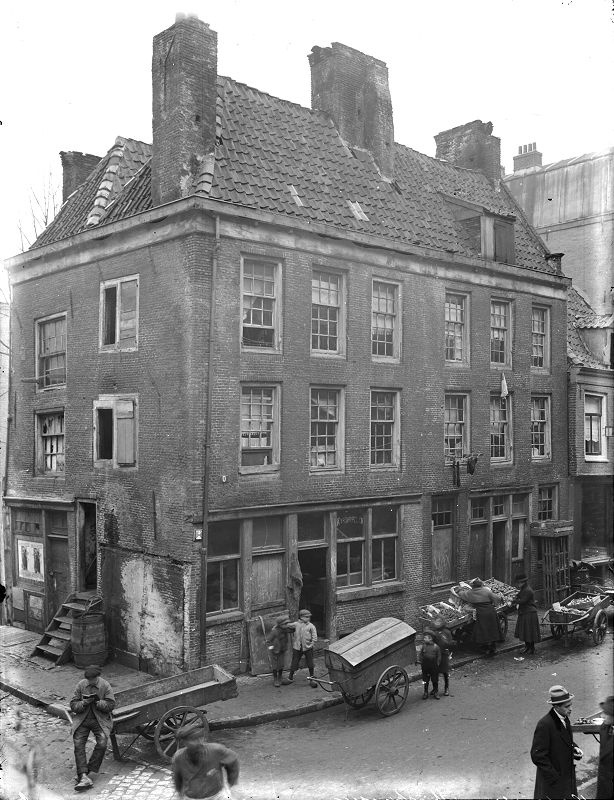
Krotten in Amsterdam aan het begin van de 20ste eeuw

In 1853 vroeg koning Willem III aan het Koninklijk Instituut van Ingenieurs om over de vereisten en inrichting van arbeiderswoningen te rapporteren. In 1855 werd het rapport uitgebracht. Het rapport vestigde de aandacht op het belang van weersbestendigheid, bezonning, luchtverversing, watertoevoer en de afvoer van urine en ontlasting. Toch duurde het nog een halve eeuw voordat de overheid zich met de volkshuisvesting ging bemoeien. Een initiatief-wetsvoorstel uit 1854 om plaatselijke raden van gezondheid in te stellen, waarbij het gemeentebestuur de bevoegdheid zouden krijgen om huiseigenaren tot woningverbetering te dwingen, werd verworpen.

### Oplossingsrichtingen

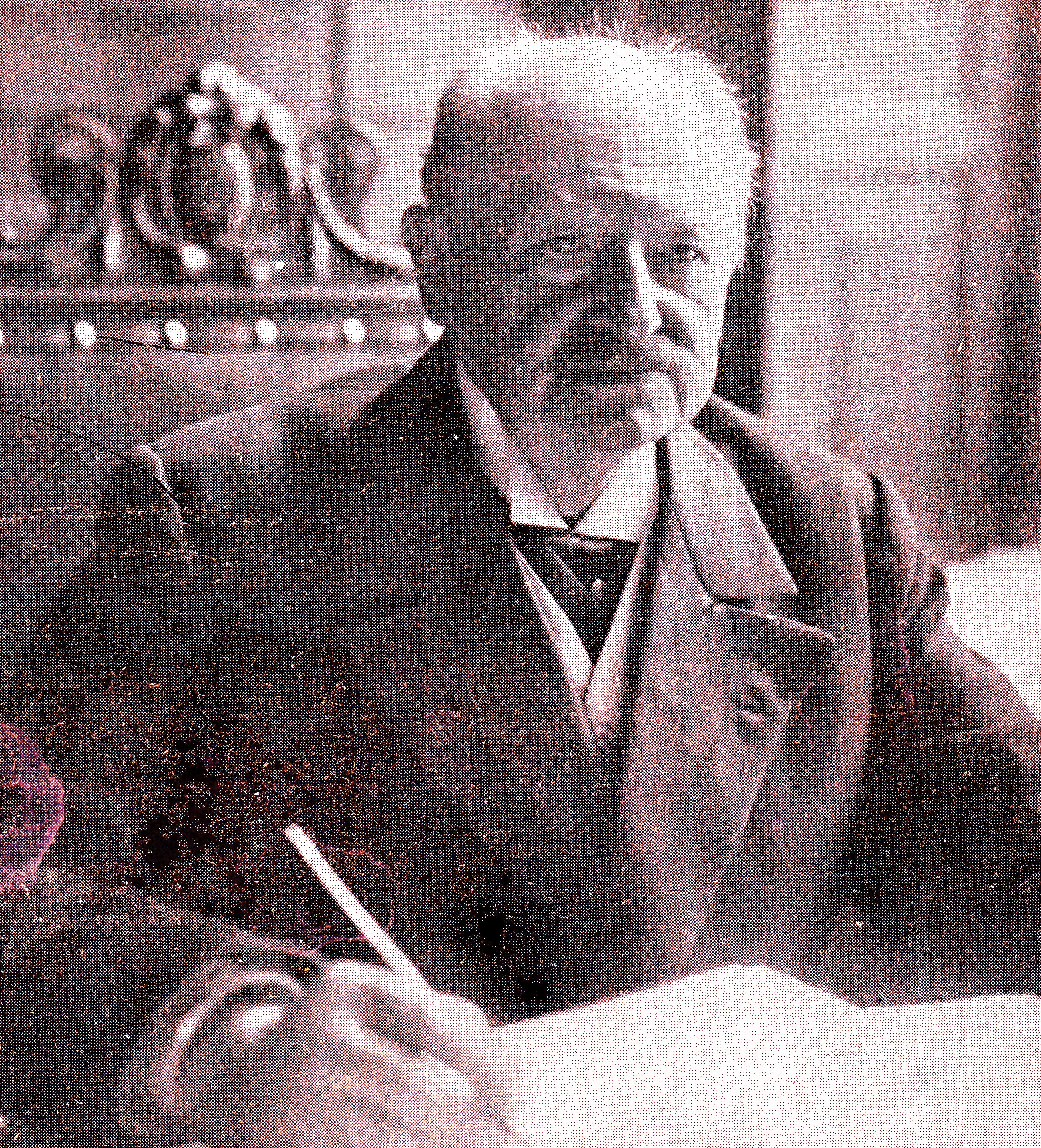
Minister Goeman Borgesius schreef het wetsvoorstel

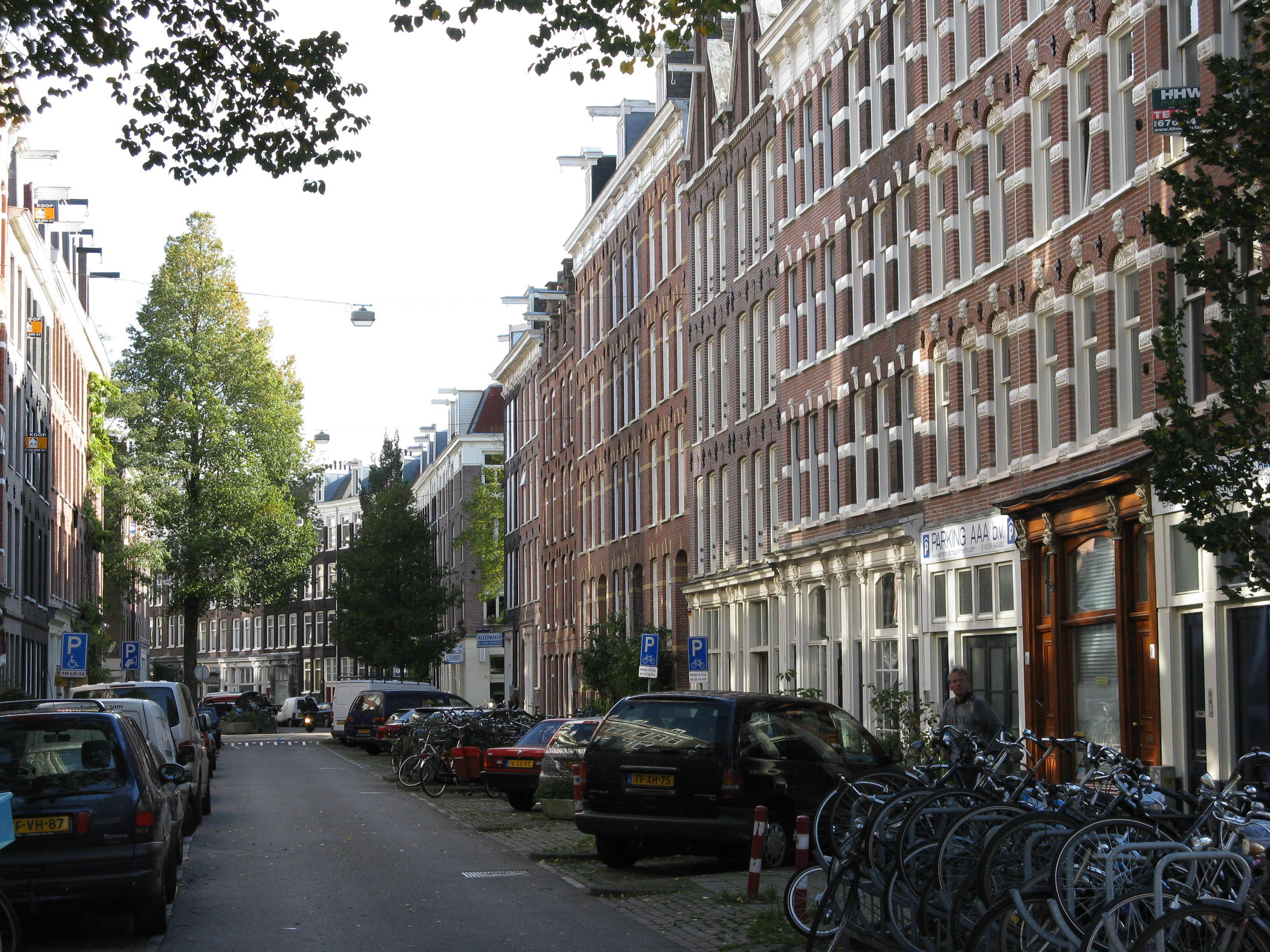
Revolutiebouw in Amsterdam

De druk op de woningmarkt en de aanhoudende stroom van nieuwe arbeiders naar de steden creëerden rond 1870 ideale omstandigheden voor speculatie met vastgoed in de steden. De banken werden mild bij het verstrekken van krediethypotheken. De zogenaamde revolutiebouw, nieuwe stadswijken die door particulieren als belegging rondom stadscentra werden gebouwd, speelde in op de woningnood. De in die tijd gebouwde woningen waren vaak benauwde rug-aan-rug woningen van slechte kwaliteit, met minimale sanitaire voorzieningen en smalle trappen. Sommige stedelingen hadden het nog slechter getroffen, in Amsterdam woonden deze arbeiders bijvoorbeeld in toentertijd beruchte buurten als het oude Vlooienburg, Valkenburg, Kattenburg en de Jordaan.
Ook Den Haag en Rotterdam kenden hun sloppen in de vorm van armoedige arbeidershofjes die vaak op binnenplaatsen achter grote panden waren gebouwd. Op die manier onttrok men de arbeiders aan het zicht. Hun woningen waren vanaf de straat immers niet te zien. Hier woonden gezinnen opeengepakt in sloppen en nauwe gangen waar bijna geen daglicht binnenkwam. Kinderen groeiden op in vervallen krotten en klamme kelderwoningen, kleine alkoofwoningen of afgeschotte zolders. Aan deze misstanden moest de Woningwet een einde maken.
Een dodelijke cholera-epidemie in 1886 hielp bij de verdere bewustwording door de vooruitstrevende liberalen van het maatschappelijke probleem van de volkshuisvesting. Dit plaveide de weg voor politieke steun voor een woningwet en een gezondheidswet.
In 1896 brachten H.L. Drucker, prof. H.B. Greven en mr. J. Kruseman voor de Maatschappij tot Nut van 't Algemeen een rapport uit over het vraagstuk van de volkshuisvesting. Minister van Binnenlandse Zaken Goeman Borgesius baseerde de Woningwet vrijwel geheel op de ideeën uit dit rapport. Net als eerdere rapporten motiveerde het rapport de oproep tot wettelijke maatregelen met een beroep op de verbetering van de volksgezondheid en de "opheffing van de zedelijke minderwaardigheid der arbeiders". Rond dezelfde periode maakte een experiment in Amsterdam met de Bouwonderneming Jordaan NV duidelijk dat marktwerking de erbarmelijke huisvesting van arbeiders nooit kon oplossen.

## Wet 1901

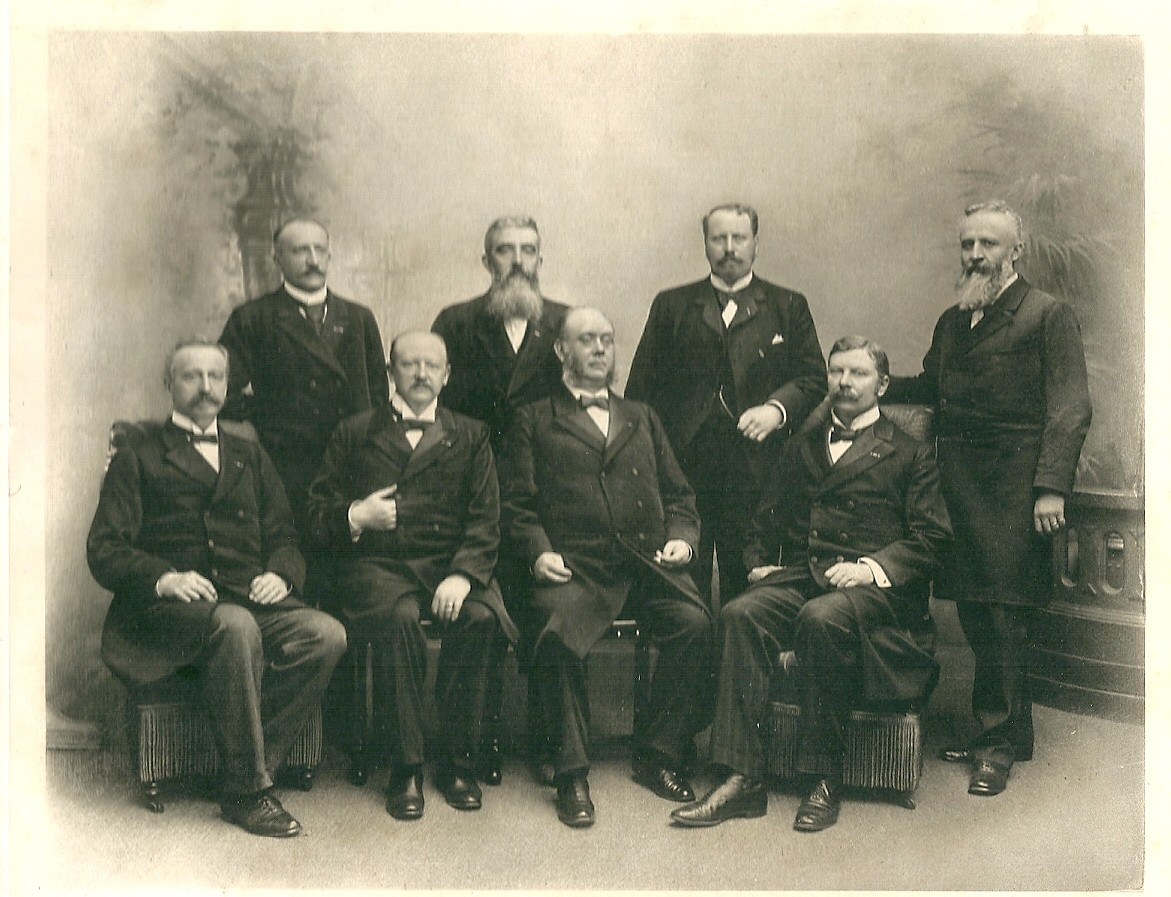
Het kabinet Pierson

Op 11 september 1899 dienden de ministers van Binnenlandse Zaken, Financiën en Justitie, Hendrik Goeman Borgesius, Nicolaas Pierson en Pieter Cort van der Linden (zie Kabinet-Pierson) het wetsontwerp voor de Woningwet in. Juni 1901 werd deze gepubliceerd en in augustus 1902 trad de wet in werking.
De Woningwet 1901 telde 10 paragrafen:
1. Voorschriften van aan woningen te stellen eisen
2. Aangifte omtrent het aantal bewoners
3. Verbetering van woningen en tegengaan van overbewoning
4. Onbewoonbaarverklaring, ontruiming, sluiting en afbraak van woningen
5. Onteigening van woningen in het belang van de volkshuisvesting
6. Vaststellen van een uitbreidingsplan
7. Geldelijke steun van de gemeente voor volkshuisvesting
8. Geldelijke steun van het rijk voor volkshuisvesting
9. Strafbepalingen
10. Slotbepalingen

### Belangrijkste maatregelen
De Woningwet was voor die tijd revolutionair, liberale beginselen vierden hoogtij, en de Woningwet maakte overheidsinmenging mogelijk op het gebied van de volkshuisvesting. De belangrijkste maatregelen uit deze paragrafen om slechte woningen uit te bannen, werden:
- de mogelijkheid van financiële steun voor woningbouw door erkende woningbouwverenigingen en bouwmaatschappijen die uitsluitend in het belang van de volkshuisvesting werkzaam waren;
- de verplichting voor gemeenten om een bouw- en woningverordening op te stellen met voorschriften waaraan nieuwe bouwwerken, en met name woningen, zouden moeten voldoen;
- het verbod om zonder bouwvergunning van de gemeente iets nieuws te bouwen of een bestaand gebouw te verbouwen of uit te breiden;
- de verplichting voor woningeigenaren om bepaalde verbeteringen uit te voeren;
- de bevoegdheid van het gemeentebestuur om een woning onbewoonbaar te verklaren. Ook hing de verzakende woningeigenaar onteigening en krotopruiming boven het hoofd als een woning te verwaarloosd was.
- de verplichting voor gemeenten om uitbreidings- en bestemmingsplannen op te stellen en die om de tien jaar te herzien.

Het toezicht op de naleving van de Woningwet door de lokale overheden werd opgedragen aan het staatstoezicht op de volksgezondheid en gedelegeerd aan gemeentelijke en regionale gezondheidscommissies. Deze gezondheidscommissies hadden ruime bevoegdheden en een sterke positie tegenover de gemeentebesturen.

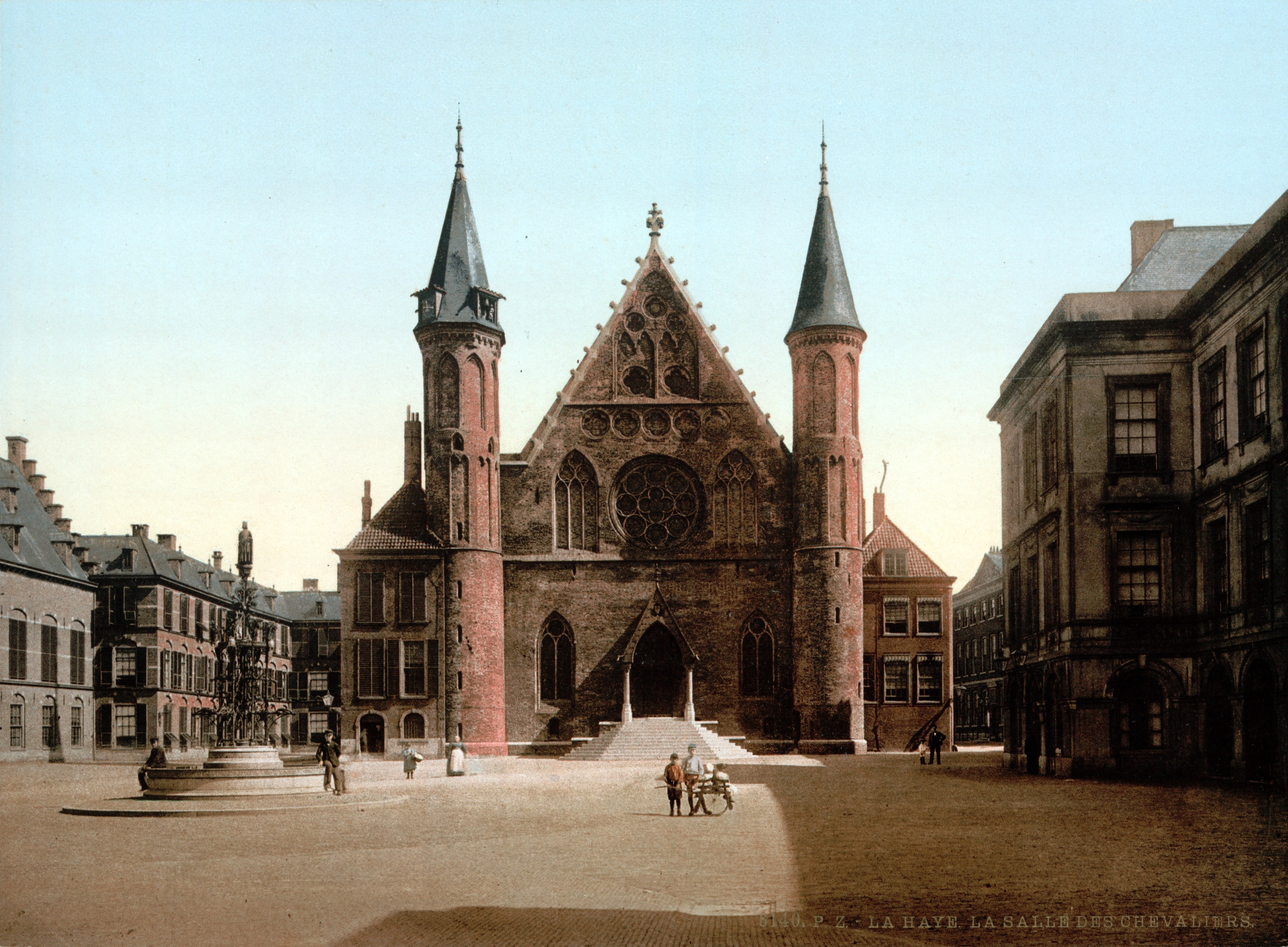
Binnenhof Den Haag in 1900

De stemverhoudingen in de Tweede Kamer maakten duidelijk hoezeer de tijd rijp was voor deze wet: 72 van de 100 Tweede Kamerleden stemden voor de wet, slechts 4 leden waren tegen. In de conservatievere Eerste Kamer was de stemming spannender: van de 50 leden waren 24 leden voor, 19 tegen.

## Uitvoering wet 1901
Bij het uitvoeren van de Woningwet kregen de gemeenten aanvankelijk de vrije hand, maar na verloop van tijd dreigde de wet daarmee een dode letter te worden. Het aantal voorschriften van het rijk nam daarom in de loop van der tijd toe. Verschillende gemeentelijke verordeningen moesten aan de Gezondheidscommissie worden voorgelegd ter advies, en Provinciale Staten moest deze voor elke gemeente gaan goedkeuren.

### Kredieten
Het Rijk stelde gemeenten kredieten in het vooruitzicht voor de bouw en exploitatie van sociale-huurwoningen, het opruimen van krotten en voor de aankoop van bouwterreinen en woningen voor de realisering van goedgekeurde uitbreidingsplannen. In eerste instantie waren de rijksbijdragen beperkt tot "toegelaten verenigingen zonder winstoogmerk" voor de bouw en exploitatie van sociale-huurwoningen. De Inspecties voor de Volksgezondheid waakten erover dat de plannen zouden voldoen aan de wet en dat het rijksbudget niet zou worden overschreden. De overheidssteun was niet onbeperkt. Het liberale adagium dat woningbouw in de eerste plaats een taak is voor de markt, bleef het uitgangspunt. Afhankelijk van de politieke kleur van de regering, veranderden de regels, waarbij de ene keer de nadruk kwam te liggen op commerciële partijen, en de andere keer op de bouw door woningbouwverenigingen.

### Woningwetwoning
Al snel werden steeds strengere eisen opgelegd voor het te financieren woningtype. Tot 1914 was nauwelijks sprake van overheidsinterventie op de woningmarkt. Pas na tien jaar kwamen er richtlijnen wat moet worden verstaan onder een woningwetwoning. Alleen "woningbouw van het ter plaatse eenvoudigst toelaatbare soort" kwam in aanmerking voor een rijkstoelage: woningen met maximaal drie vertrekken voor arbeiders met een laag inkomen. De particuliere bouwproductie verzandde echter, doordat door tekorten aan bouwmaterialen tijdens de Eerste Wereldoorlog de prijzen de pan uit rezen. Voor woningbouwverenigingen was het vrijwel ondoenlijk om de woningwetwoningen te bouwen tegen een kostendekkende huurprijs die arbeiders zouden kunnen betalen. Woningbouwverenigingen bouwden daardoor amper woningen tussen 1902 en 1916. Slechts 2% van de totale woningbouwproductie was toen van een woningbouwvereniging.

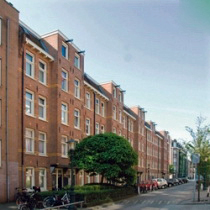
Eerste woningwetwoningen in Amsterdam, gebouwd door Rochdale

Na 1914 groeide het inzicht dat het rijk een actievere rol zou moeten spelen om de woningnood aan te pakken. Met diverse financiële regelingen werden woningbouwverenigingen gestimuleerd om woningwetwoningen te gaan bouwen. Het voorgeschreven type woning werd in 1915 verruimd. Woningen met slechts drie kamers werden gezien als een zedelijk en hygiënisch risico. Daarom mochten woningwetwoningen in het vervolg ook uit vijf kamers bestaan: een huiskamer met keuken, een "mooie" kamer en drie slaapkamers. Zo hadden de ouders, de zonen en de dochters een eigen plek. Om het nijpende tekort aan woningen aan te pakken, werd zelfs een nieuwe wet aangenomen: de Noodwoningwet. Deze wet regelde een Rijksbijdrage van 90 procent in de stichtingskosten van de woning, mits de woning ook een watercloset zou krijgen.

### Stagnatie

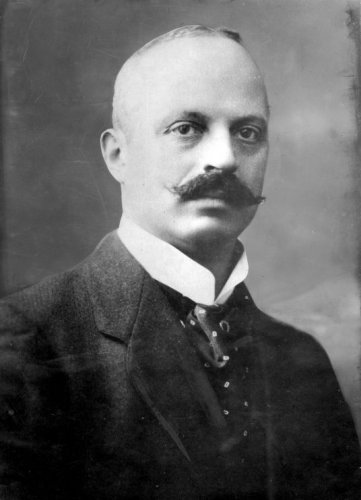
Charles Ruijs de Beerenbrouck was minister-president van 1918 tot 1925

Als gevolg van de hoge prijzen van bouwmaterialen en nieuwe wetgeving die prijsopdrijving van de huren moest tegengaan, had niet alleen de bouw door woningbouwverenigingen stil gelegen, maar ook de bouw door particuliere ontwikkelaars en beleggers. In de periode 1920-1923 probeerde de overheid de woningbouw aantrekkelijker te maken. Op 6 november 1919 stelde het kabinet-Ruijs de Beerenbrouck I het zogenaamde ‘Middenstandsbesluit’ vast. Het Koninklijk Besluit had tot doel de bouw van middenstandswoningen te bevorderen, zowel door gemeenten, woningbouwverenigingen als particuliere bouwers. Door middel van ruime bijdragen stelde het Rijk een tegemoetkoming in de bouwkosten van woningen beschikbaar. Er gold een premie van 25 gulden per vierkante meter, met een maximum van 2500 gulden per woning. De premie werd verstrekt in de vorm van een hypothecaire geldlening, waarvoor de gemeente garant moest staan.
Het succes van de regeling was veel groter dan waarop het kabinet had gerekend. Het leidde tot een explosie van woningbouwverenigingen die werden opgericht, en tot veel bouwnijverheid in heel Nederland. Het succes werd ook verklaard door de daling van de prijzen van bouwmaterialen nadat door het sluiten van het Vredesverdrag van Versailles de aanvoer van grondstoffen uit het buitenland weer op gang kwam.

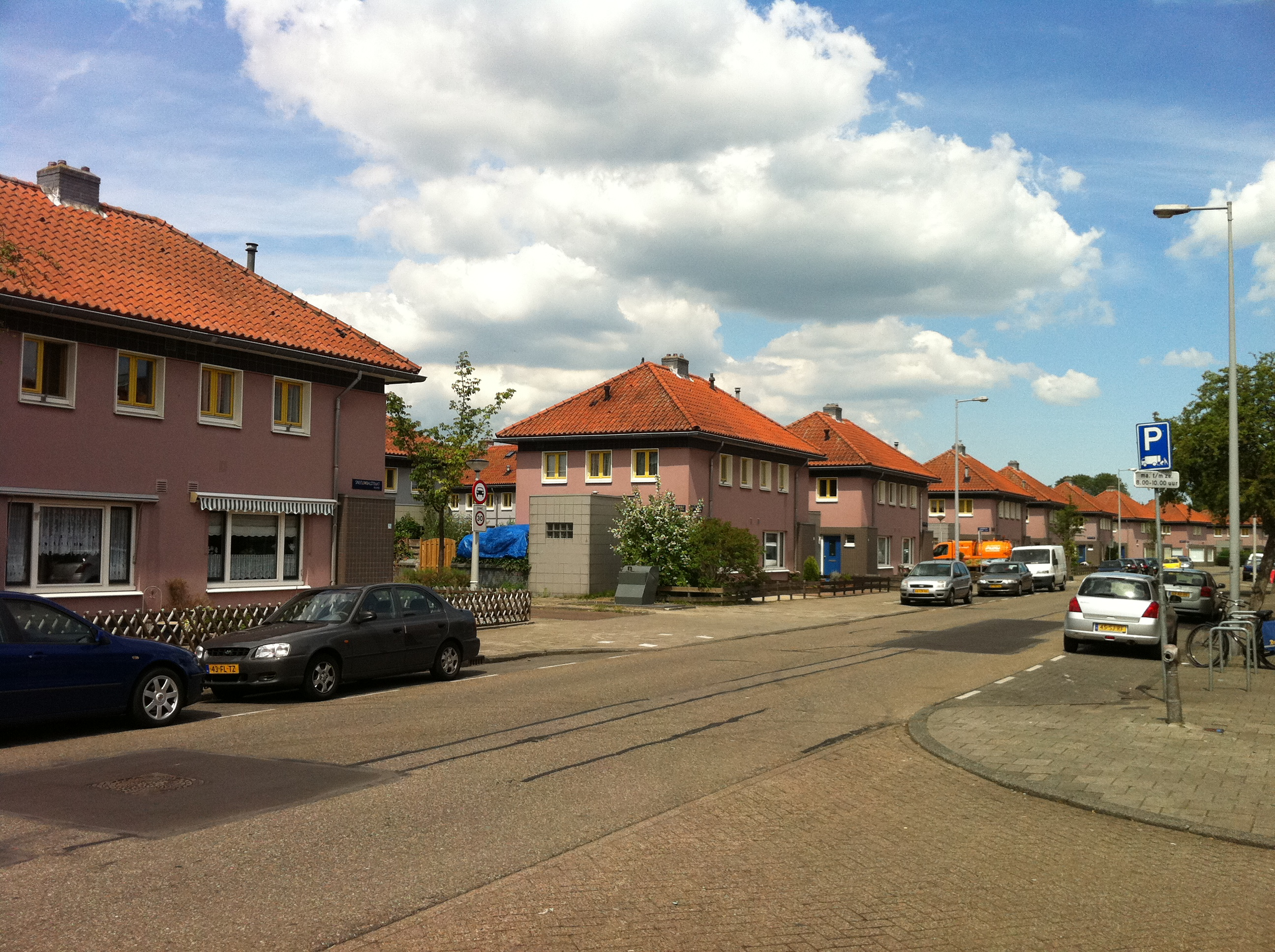
Woningwetwoningen uit 1927-1929 van Ymere in Floradorp, Amsterdam-Noord

Het systeem van rijksbijdragen voor woningbouwverenigingen werd vanaf 1921 afgebouwd. Minister van Arbeid Aalberse kondigde aan dat vanaf 1 juni 1921 geen voorschotten en bijdragen krachtens de Woningwet meer in behandeling werden genomen. Woningbouwverenigingen werden teruggedrongen op het segment van de goedkoopste arbeiderswoningen. Alleen in gemeenten waar aantoonbaar werd geleden onder de woningnood, werden nog mondjesmaat rijksvoorschotten verstrekt voor krotopruiming en de bouw van de "minimale" woningwetwoning. De betere arbeiderswoningen en middenstandswoningen werden aan de commerciële partijen overgelaten.
Naarmate er steeds meer woningen in Nederland werden gebouwd in de loop van de jaren twintig, des te meer raakte de regering ervan overtuigd dat de woningnood zo goed als opgelost was. De financiële regelingen voor de sociale woningbouw werden nog meer ingekrompen. De woningbouwverenigingen raakten daardoor steeds meer aangewezen op de hypotheekbanken. In sommige gemeenten probeerde het gemeentebestuur de bouw van arbeiderswoningen op gang te houden door zich garant te stellen voor de geldlening aan woningbouwverenigingen, of door zelf arbeiderswoningen te gaan bouwen en te laten beheren door een gemeentelijk woningbedrijf.

## Herzieningen in 1962 en 1991

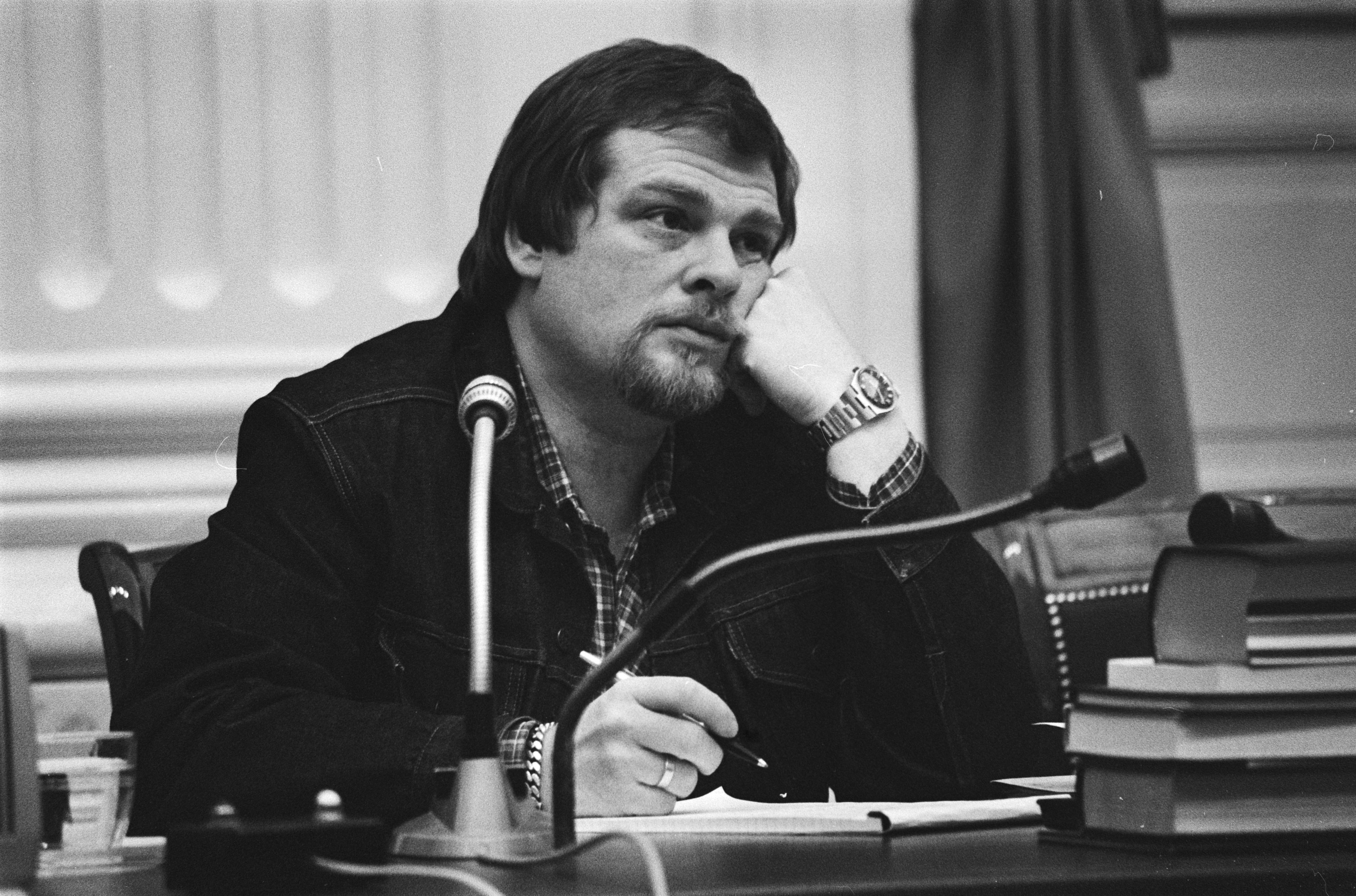
Staatssecretaris van Volkshuisvesting Jan Schaefer bij een behandeling van de Woningwet door de Tweede Kamer in 1977

De Woningwet 1901 is verscheidene malen aangepast. In 1965 trad een geheel nieuwe Woningwet 1962 in werking. Deze werd op zijn beurt in 1992 vervangen door de Wet van 29 augustus 1991 tot herziening van de Woningwet.
De aanvankelijke aanpassingen hadden onder meer te maken met ontwikkelingen in de ruimtelijke ordening, zoals de opkomst van streekplan en Nationaal plan en de decentralisatie van de woningbouw. De latere aanpassingen, van 1991 en 2008, stonden in het teken van deregulering, vereenvoudiging en marktwerking.

## Wijziging 2015

Woningmarktregio's Nederland (2024).
Amersfoort/Noord-Veluwe/Zeewolde
Arnhem/Nijmegen
Drechtsteden/Hoeksche Waard
Food Valley
Fryslân
Groningen/Drenthe
Haaglanden/Midden-Holland/Rotterdam
Holland Rijnland
Limburg
Metropoolregio Amsterdam
Metropoolregio Eindhoven
Noord-Holland Noord
Noordoost Brabant
Oost Nederland
U16
West-Brabant en Hart van Brabant
Woongaard
Zeeland
Zwolle/Stedendriehoek

In het begin van de 21e eeuw ontstond wederom de behoefte aan een aanpassing van de wet. Dit had vooral te maken met de positie van de woningcorporaties. Nadat deze halverwege de jaren negentig financieel zelfstandig waren geworden, ontwikkelden vele woningcorporaties allerlei nieuw taken, uiteenlopend van het verbeteren van de leefomgeving, deelname aan buurtwerk tot het investeren in speciale vormen van huisvesting zoals voor ouderen. Daarnaast beperkten ze zich niet meer alleen tot de gereguleerde sector maar bouwden en beheerden ze ook huurwoningen in de duurdere vrije sector en koopwoningen. Niet iedereen juichte dit toe omdat de oorspronkelijke taak van de corporaties – het bieden van huisvesting voor mensen met een gering inkomen - daarmee te veel verlaten zou worden. De nieuwe taken waren bovendien niet te verenigen met de overheidssteun, zo vonden critici. Daar kwam bij dat sommige corporaties zich bestuurlijk onbekwaam toonden en zich waagden aan commerciële avonturen waaraan grote risico’s kleefden, zoals bleek in de Vestia-affaire.
Met de Wet van 20 maart 2015, houdende herziening van de regels over toegelaten instellingen en instelling van een Financiële Autoriteit woningcorporaties (Herzieningswet toegelaten instellingen volkshuisvesting) en de novelle Wet van 20 maart 2015 tot wijziging van de Herzieningswet toegelaten instellingen volkshuisvesting die op 1 juli 2015 zijn ingegaan, werden de taken van de corporaties ingeperkt en het toezicht verscherpt. De nieuwe versie van de Woningwet heeft nog steeds de officiële naam Wet van 29 augustus 1991 tot herziening van de Woningwet, met de officiële verkorte naam Woningwet.

### Artikelen
Artikel 19 van de Woningwet 2015 bepaalt dat de minister verenigingen met volledige rechtsbevoegdheid en stichtingen die zich ten doel stellen uitsluitend op het gebied van de volkshuisvesting werkzaam te zijn en beogen hun financiële middelen uitsluitend in het belang van de volkshuisvesting in te zetten, toe te laten als instellingen, uitsluitend in het belang van de volkshuisvesting werkzaam. Zo'n entiteit wordt een toegelaten instelling genoemd (zie ook woningcorporatie).
Artikel 47 van de Woningwet bepaalt dat als diensten van algemeen economisch belang (daeb) aan de toegelaten instellingen onder meer zijn opgedragen het huisvesten van personen die door hun inkomen of door andere omstandigheden moeilijkheden ondervinden bij het vinden van hun passende huisvesting, en het daartoe bouwen en verwerven van huurwoningen met een huurprijs van ten hoogste de liberalisatiegrens (2018: € 710,68 per maand).
Artikel 60 regelt het bestaan van de Autoriteit woningcorporaties (Aw). Deze voert het integraal risicogericht toezicht op woningcorporaties uit. Zij valt onder de politieke verantwoordelijkheid van de minister voor Wonen en Rijksdienst en is ondergebracht bij de Inspectie Leefomgeving en Transport. De Aw bewaakt en beschermt de maatschappelijke middelen van woningcorporaties, zodat deze rechtmatig, effectief en efficiënt worden ingezet in het belang van de volkshuisvesting. In deze Autoriteit is het Centraal Fonds voor de Volkshuisvesting opgegaan.